# 莱斯·费迪南德
莱斯利·“莱斯”·费迪南德，MBE（Leslie "Les" Ferdinand，1966年12月18日—）生於倫敦的帕丁頓，是英格蘭足球運動員。费迪南德是傳統柱躉形中鋒，處理高空球別有一手。費迪南是里奧及兄弟的表亲。雖然授勳後不是爵士，但卻被球迷暱稱為「萊斯爵士」（Sir Les）。

## 球會生涯
費迪南在非聯賽的小球會展開其球員生涯，首先在索斯赫尔（Southall F.C.），然後加盟海耶斯（Hayes F.C.），此時為女王公园巡游者所發掘並以3萬英鎊轉會費收歸旗下，期間兩次獲外借爭取上陣經驗，分別為布伦特福德及土耳其的贝西克塔什。
自1991年費迪南開始成為昆士柏流浪的正選球員，出賽183場及射入90球，博得球迷暱稱為“萊斯爵士”。但昆士柏流浪在1995年以600萬英鎊將費迪南賣給纽卡斯尔联。費迪南前屬球隊海耶斯因轉會附加條款獲百分之十（60萬英鎊）的分紅。
费迪南德在紐卡素一季已有29球進帳，為球會贏得英超聯亚軍。當時费迪南德已是英超聯最佳射手之一，但自舒利亞加盟後，他與舒利亞未能互相合拍。
1997年费迪南德以六百英鎊轉投了热刺，在球會並未有太多表現。
2002年轉投西汉姆联，但球會隨即降班。
2003年-2004年赛季，轉投莱斯特城。
2004年-2005年赛季轉投博尔顿，但僅效力了半季。
2005年，费迪南德跟沃特福德簽下了球員兼領隊合約，為日後領隊生涯鋪路。

## 國際賽
莱斯·费迪南德在英格蘭國家隊的日子並不長，僅曾代表了17次，射入五球。但他卻曾出席1996年歐洲國家杯和1998年世界杯。

## 外部連結
- 莱斯·费迪南個人網站
- 莱斯·费迪南職業生涯統計
- 莱斯·费迪南資料 （页面存档备份，存于）